# 燒肉 (日本)

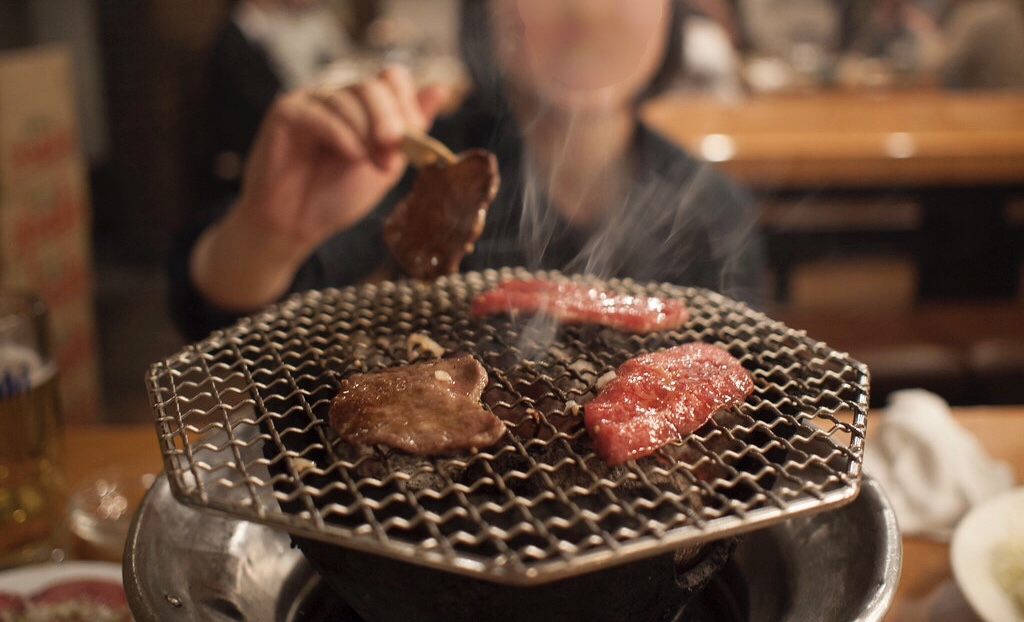
下面是爐子，上面是鐵絲網的日式燒肉

日式燒肉（日语：焼肉（やきにく）），是日本的一種傳統燒烤料理，在烤完肉時會再去蘸小盘子中的蘸醬調味，也會燒烤各種甜品。在日本，日式燒肉和韓式烤肉非常相似，通常會使用炭火將牛、豬的肉和下水等在鐵絲網或者鐵板上烤熟，以日式醬油、日式燒肉醬、和風沙拉醬、柚子醋、柚子胡椒和胡麻醬作為主要醬汁。

## 寫法及譯名
在日語裡並無“日式燒肉”這種說法，也不會加上“日式”二字，日語中只會用“燒肉”去形容這種烤肉料理。
在中文裡日式燒肉又可以稱為日式烤肉、日本烤肉、日本燒肉、日本燒烤、日式燒烤等等，沒有一個固定的翻譯名稱。
英文圈直接採取日文的讀音拉丁化寫法，即“Yakiniku”。

## 定義
燒肉在日本有兩種意思：
- 第一種含義是指以烤牛肉、烤豬肉和烤豬牛内臓為主的烤肉，作為日本化朝鮮料理的代表而存在，是在日朝鮮人在長期居住在日本後的創造出的料理[1][2][3][4][5][6][7]。一般在中文、英文中的日式燒肉就是指這一種，另外這種日式燒肉和日語中同樣帶“焼”字的眾多日本料理是不同的，鐵板燒、串燒、燒鳥等均不能被稱為日式燒肉。
- 第二種含義是指“全世界的烤肉料理”，無論是不是日本的都被能算在这个范围之內。

## 圖集

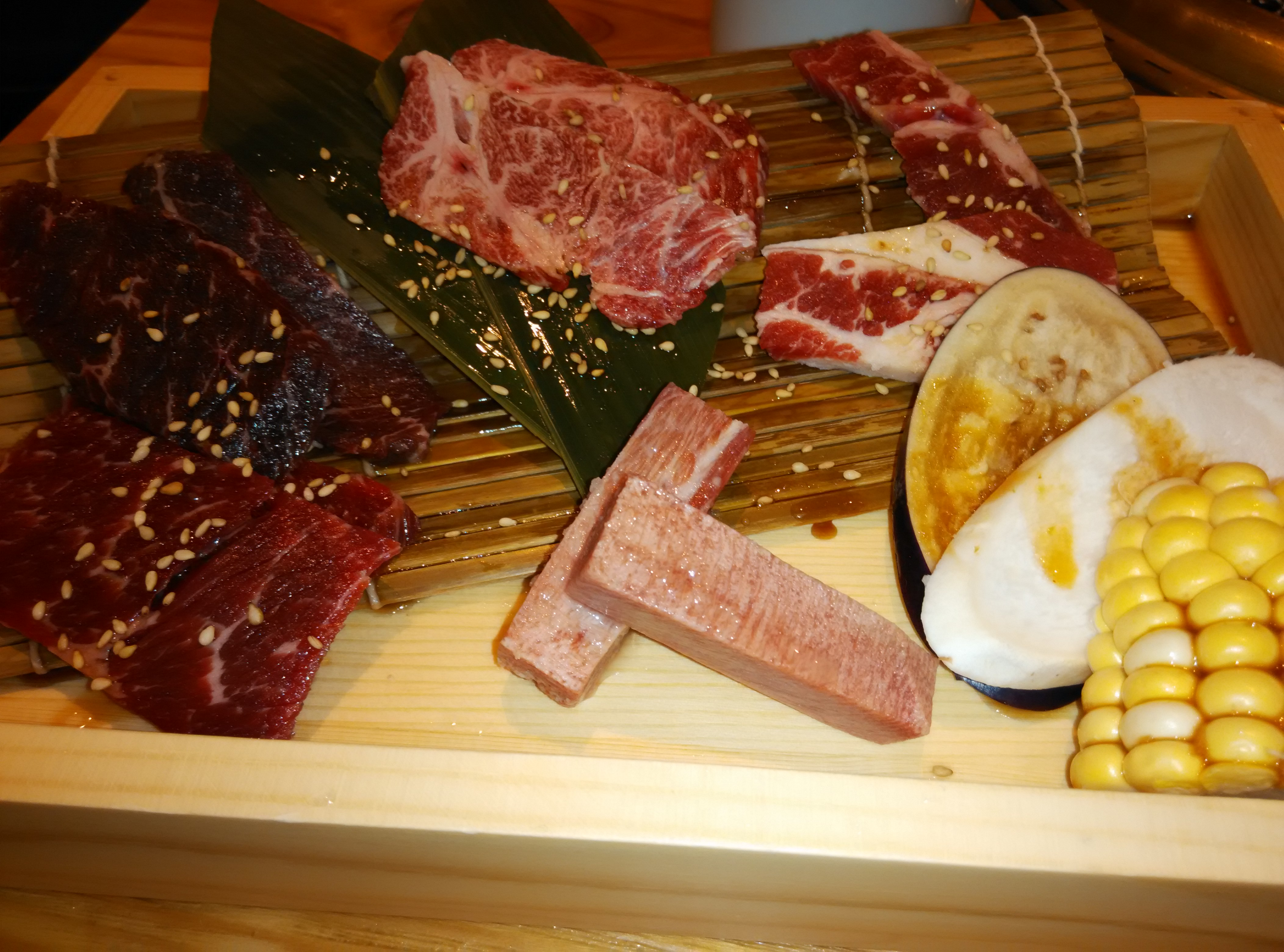
在木製小船和竹簡上擺盤的幾種日式燒肉的肉類
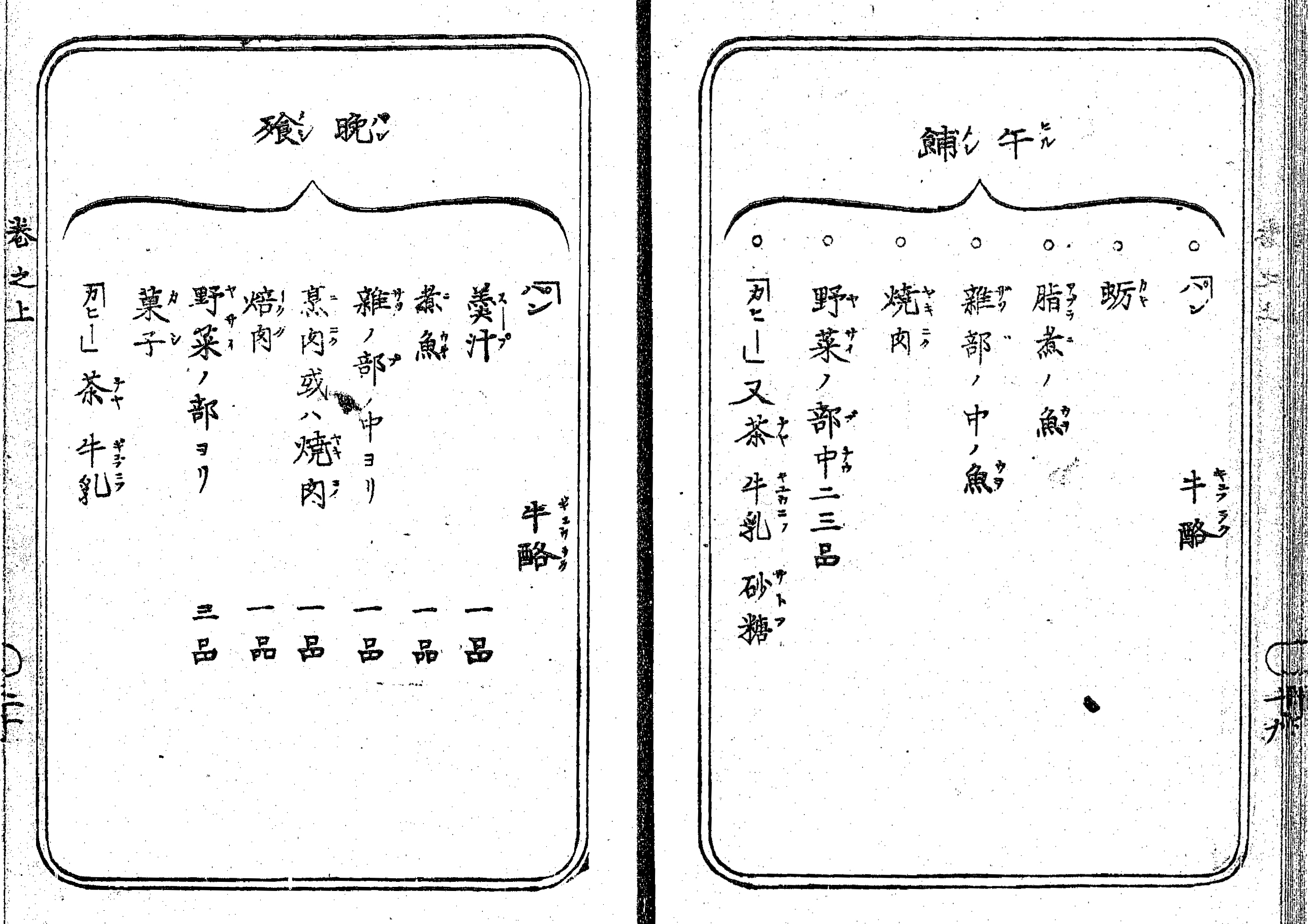
在明治時代，日本把所除了鳥和魚以外的所有燒烤的動物肉都歸類為「燒肉」，並出版了專門的料理書《西洋料理指南・上》來指導製作，可見當時的日本人並未把燒肉視為日本本土的食物

## 關聯條目
- 燒烤
- 阿薩多
- 韓國燒烤
- 鐵板燒
- 照燒
- 蒲燒
- 生薑燒

## 文献情報
- 「焼き肉の文化人類学」『社会人類学年報』崔吉城、1980
- 「焼肉の文化史」佐々木道雄（明石書店 2004年7月）ISBN 978-4-7503-1956-8
- 「日本焼肉物語」宮塚利雄（光文社 2005年10月）ISBN 978-4-334-78388-4
- 「東アジア生活絵引」朝鮮風俗画編（神奈川大学21世紀COEプログラム2008年2月  （页面存档备份，存于））112ページに記事あり （页面存档备份，存于）